# Der Winterprinz
Der Winterprinz (orig.: The Winterprince) ist ein Fantasyroman der Autorin Elisabeth E. Wein. Die Mordred-Sage diente als Vorlage für diesen Roman. Hier wird Mordred mit seinem walisischen Namen Medraut genannt.

## Handlung
Medraut, der älteste Sohn von Artus, hat alle Voraussetzungen, um einmal ein gerechter und weiser König zu werden. Doch seine uneheliche und auch noch inzestuöse Herkunft von Artus Halbschwester Morgause steht ihm im Weg.
Als Thronfolger wird stattdessen sein jüngerer Halbbruder Lleu, der Sohn von Artus und Guinevere, ernannt, der jedoch schwächlich und ängstlich ist. Der Hof von Camelot meint schon die schöne Goewin, die Zwillingsschwester von Lleu, würde eine bessere Herrscherin gegen.
Der enttäuschte Medraut wird von seinem Vater zum Lehrer und Mentor von Lleu ernannt. Es kommt jedoch zu einem dramatischen Kampf um die Anerkennung und das Erbe des königlichen Vaters.

## Andere Variante der Artus- und der Mordred-Sage
Obwohl in der Artussage bekannt ist, dass die Ehe von König Artus und Guinevere kinderlos war, liefert die Autorin den Lesern eine neuere Variante der Sage. Die Figur des Mordred (Medraut) ist ein Prinz der um die Anerkennung seines Vaters kämpft und beweisen will, dass seine inzestuöse Herkunft keine Behinderung für das Erbe ist. Und obwohl Medrauts Halbbruder Lleu ängstlich ist, will er auch seinen Platz finden, was zur Rivalität mit seinem älteren Bruder führt.